# Jhon Anderson Rodríguez
Jhon Anderson Rodríguez Salazar (Manizales, 12 oktober 1996) is een Colombiaans wielrenner die anno 2018 rijdt voor Delko Marseille Provence KTM.

## Carrière
In 2013 werd Rodríguez nationaal juniorenkampioen tijdrijden door het parcours elf seconden sneller af te leggen dan de nummer twee, Eduardo Estrada. Een jaar later behaalde hij samen met Brandon Rivera een gouden medaille op de Olympische Jeugdzomerspelen. In 2015 nam Rodríguez deel aan de Ronde van Colombia voor beloften, die dat jaar nier op de UCI-kalender stond. In de belangrijkste beloftenwedstrijd in zijn thuisland werd hij vijfde, met een achterstand van twee minuten en veertig seconden op de Ecuadoraanse winnaar Richard Carapaz.
In 2016 won Rodríguez de vijfde etappe in de Ronde van de Toekomst door Michael Storer en Pavel Sivakov op de slotklim achter zich te laten. Dankzij een vierde plaats in de volgende etappe nam hij de leiderstrui over van Nico Denz. In de zevende etappe kon Rodríguez het tempo niet volgen en zakte van de eerste naar de elfde plaats in het algemeen klassement. In het bergklassement kwam hij vijf punten te kort om Lucas Hamilton van de eindzege te houden. In september werd bekend dat hij een eenjarig contract had getekend bij Delko Marseille Provence KTM. Geen tweejarig contract zoals dat verplicht is bij neoprofs, omdat hij voor 2018 een voorcontract had getekend by Etixx-Quick Step.
Zijn debuut voor de Franse formatie maakte Rodríguez in de Grote Prijs van de Etruskische Kust, waar hij op plek 64 eindigde. In mei won hij het jongerenklassement van de Ronde van Azerbeidzjan en werd hij, met een achterstand van twee punten op Kirill Pozdnjakov, tweede in het bergklassement. Omdat Pozdnjakov later werd geschorst vanwege het gebruik methylfenidaat, steeg Rodríguez een plaats in het bergklassement.

## Overwinningen
2013
 Colombiaans kampioen tijdrijden, Junioren
2014
 Ploegenklassement op de Olympische Jeugdzomerspelen (met Brandon Rivera)
2016
5e etappe Ronde van de Toekomst
2017
Berg- en jongerenklassement Ronde van Azerbeidzjan

## Resultaten in voornaamste wedstrijden
|      | \| Jaar \| Waalse Pijl \| \| ---- \| ----------- \| \| 2018 \| opgave \| |
| Jaar | Waalse Pijl                                                              |
| 2018 | opgave                                                                   |

## Ploegen
- 2015 –  EPM-UNE-Área Metropolitana
- 2016 –  EPM Tigo-UNE Área Metropolitana
- 2017 –  Delko Marseille Provence KTM
- 2018 –  Delko Marseille Provence KTM

Andersen · Aristi · Combaud · Di Grégorio · Díaz · El Fares · Fernández · Finetto · Giraud · Hupond · Laas · Lemarchand · Madrazo · Martinez · Pacher · Rodríguez · Šiškevičius · Smukulis · Couanon (stagiair) · Dyball (stagiair) · Liepiņš (stagiair)
Areruya · Combaud · De Rossi · Di Grégorio · El Fares · Fernández · Filosi · Finetto · Guérin · Jones · Kasperkiewicz · Leveau · Madrazo · Martinez · Michajlov · Moreno · Rodríguez · Šiškevičius · Smukulis · Trarieux · Fedeli (stagiair) · Meyer (stagiair) · Rochas (stagiair)